# Giải vô địch bóng đá bãi biển thế giới 2021
Giải vô địch bóng đá bãi biển thế giới 2021 là giải đấu lần thứ 11 của Giải vô địch bóng đá bãi biển thế giới. Nhìn chung, đây là giải đấu lần thứ 21 kể từ khi phiên bản giải đấu của BSWW tổ chức từ năm 1995 đến năm 2004. Đây là lần thứ 6 giải đấu được tổ chức hai năm một lần; giải được tổ chức hàng năm cho đến năm 2009. Được tổ chức tại Moskva, thủ đô của Nga từ ngày 19 đến ngày 29 tháng 8 năm 2021.
Giải đấu lần đầu tiên được thông báo vào tháng 11 năm 2017 tại Hội thảo Bóng đá bãi biển FIFA khi có thông báo rằng World Cup sẽ tiếp tục được tổ chức hai năm một lần từ năm 2018 đến năm 2024. Quá trình đấu thầu đã được FIFA mở vào tháng 5 năm 2019 và kết thúc với việc Nga đã được làm nước chủ nhà vào tháng 10 năm 2019.
Bồ Đào Nha là đương kim vô địch, nhưng sau đó đã bị loại sớm ở vòng bảng, trở thành nhà đương kim vô địch đầu tiên trong lịch sử giải đấu bị loại sớm từ vòng bảng.
Đội chủ nhà Nga thi đấu dưới tên Đội tuyển bóng đá bãi biển Liên đoàn bóng đá Nga (RFU) đã giành chức vô địch thế giới lần thứ 3 sau khi đánh bại Nhật Bản trong trận chung kết.

## Lựa chọn chủ nhà
Lịch trình đấu thầu để xác định chủ nhà cụ thể như sau:
- 9 tháng 5 năm 2019 – FIFA mở quá trình đấu thầu.
- 5 tháng 6 năm 2019 – Hạn chót để các liên đoàn thành viên tuyên bố quan tâm đăng cai tổ chức lên FIFA.
- 7 tháng 6 năm 2019 – FIFA gửi các tài liệu nêu chi tiết về chiến dịch ứng tuyển và các điều kiện tham gia tới các liên đoàn đấu thầu để phân tích.
- 1 tháng 7 năm 2019 – Hạn chót để các liên đoàn khẳng định lại ý định đấu thầu bằng cách đồng ý với các điều khoản của tài liệu.
- 30 tháng 8 năm 2019 – Hạn chót để các quốc gia chuẩn bị và nộp hồ sơ dự thầu hoàn chỉnh để FIFA đánh giá.
- 24 tháng 10 năm 2019 – FIFA công bố nước chủ nhà.

Vào ngày 11 tháng 9 năm 2019, FIFA tiết lộ rằng 3 liên đoàn thành viên đã nộp hồ sơ dự thầu vào giai đoạn cuối cùng của quá trình:
- Chile ( Đảo Phục Sinh;[9][10] Liên đoàn bóng đá Chile)
- El Salvador (Liên đoàn bóng đá El Salvador)
- Nga (Liên đoàn bóng đá Nga)

Việc xác nhận trao quyền đăng cai cho Nga đã được công bố tại cuộc họp của Hội đồng FIFA tại Thượng Hải, Trung Quốc vào ngày 24 tháng 10 năm 2019.

## Vòng loại
Tổng cộng có 16 đội giành quyền vào vòng chung kết. Ngoài đội chủ nhà Nga, còn có 15 đội khác lọt vào vòng chung kết từ 6 giải đấu châu lục khác nhau. Việc phân bổ suất tham dự đã được Hội đồng FIFA phê duyệt vào ngày 25 tháng 6 năm 2020.
Vòng loại bắt đầu và kết thúc vào năm 2021.

### Vòng loại

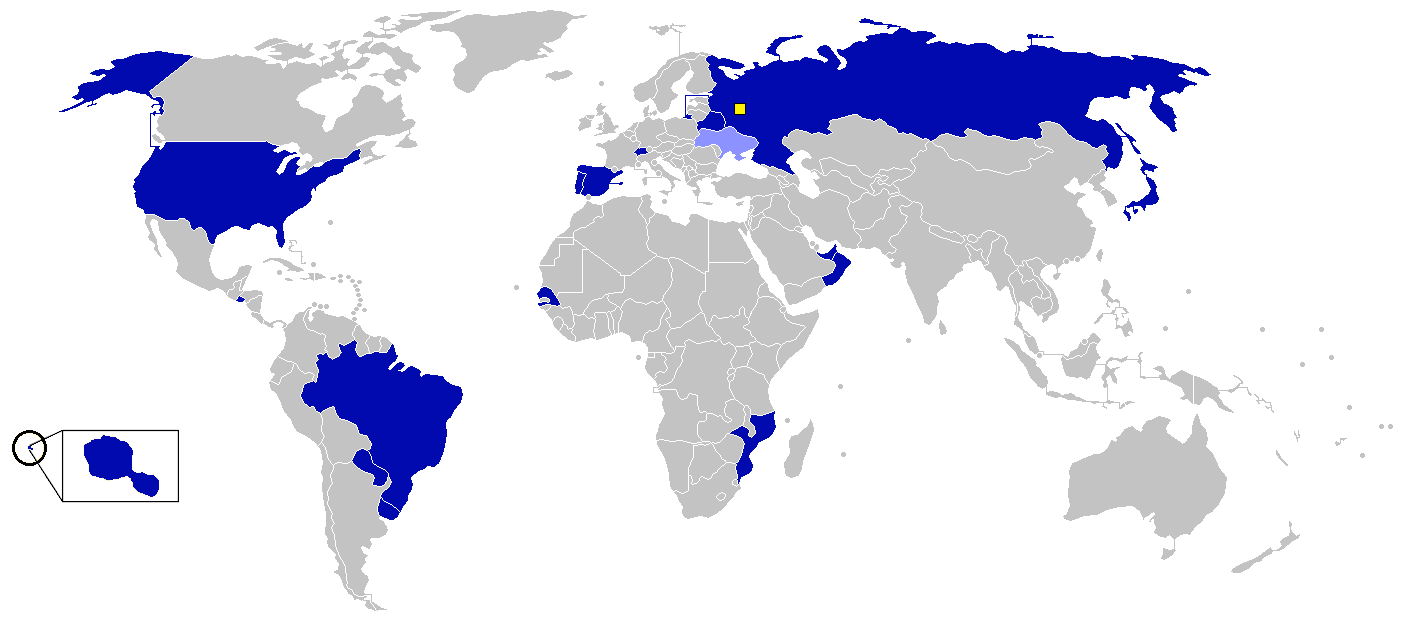
Giành quyền tham dự giải đấu
Rút lui
Địa điểm chủ nhà

- AFC: Vòng loại khu vực châu Á ban đầu dự kiến diễn ra tại Thái Lan từ ngày 18 đến ngày 28 tháng 3 năm 2021.[13][14] Do ảnh hưởng của đại dịch COVID-19, giải đã bị hoãn lại đến khoảng ngày 28 tháng 4 và ngày 8 tháng 5[15] và sau đó đã bị hủy bỏ hoàn toàn vào tháng 1 năm 2021.[16] Thay vì tổ chức vòng loại, AFC đã đích thân chọn ra ba đại diện để tham dự World Cup vào ngày 21 tháng 4, chọn ra các đội có thành tích tốt nhất trong ba mùa Giải vô địch bóng đá bãi biển châu Á trước đó.[17] Liên đoàn bóng đá Iran đã chính thức phản đối quyết định khiến đội tuyển quốc gia của họ không được chọn[18] nhưng những nỗ lực của họ đã được công bố là không thành công vào ngày 28 tháng 4.[19]
- CAF: Vòng loại khu vực châu Phi dự kiến sẽ diễn ra tại Jinja, Uganda từ ngày 23 đến ngày 29 tháng 11 năm 2020.[20][21] Do đại dịch COVID-19 và mực nước dâng cao trên bờ Hồ Victoria ảnh hưởng đến bãi biển của nước chủ nhà, Uganda đã rút quyền đăng cai.[22] Senegal sau đó được chọn làm nước chủ nhà mới,[23] với giải đấu được lên lịch lại diễn ra từ ngày 23 đến ngày 29 tháng 5 năm 2021.[24][25]
- CONCACAF: Vòng loại khu vực Bắc Mỹ diễn ra tại Alajuela, Costa Rica từ ngày 17 đến ngày 23 tháng 5 năm 2021.[26]
- CONMEBOL: Vòng loại khu vực Nam Mỹ diễn ra tại Rio de Janeiro, Brazil từ ngày 26 tháng 6 đến ngày 4 tháng 7 năm 2021.[27]
- OFC:Vòng loại khu vực châu Đại Dương dự kiến diễn ra tại Tahiti vào tháng 1 năm 2021.[28] Do ảnh hưởng của đại dịch COVID-19, ban đầu đã bị hoãn lại và diễn ra chậm nhất là vào ngày 6 tháng 6 năm 2021[29] và sau đó đã bị hủy bỏ hoàn toàn vào tháng 5 năm 2021. Thay vì tổ chức vòng loại, OFC đã đích thân lựa chọn đại diện để tham dự World Cup, quốc gia Châu Đại Dương được chọn có thứ hạng cao nhất trong cập nhật hiện tại của Bảng xếp hạng bóng đá bãi biển thế giới BSWW và xem xét "thành tích khu vực gần đây".[30]
- UEFA: Vòng loại khu vực châu Âu dự kiến sẽ diễn ra tại Jesolo, Ý từ ngày 11 đến ngày 20 tháng 9 năm 2020[21] nhưng đã bị hoãn lại do ảnh hưởng của đại dịch COVID-19[31] và sau đó được dời lại và diễn ra từ ngày 17 đến ngày 27 tháng 6 năm 2021 tại Nazaré, Bồ Đào Nha..[32] Ukraina ban đầu vượt qua vòng loại nhưng vào ngày 6 tháng 7, có thông báo rằng Hiệp hội bóng đá Ukraina đã từ chối phê duyệt sự tham gia của đội tại World Cup.[33] Có thông tin cho rằng quyết định này được đưa ra như một phần trong chiến dịch tẩy chay thể thao rộng rãi hơn đối với Nga của chính quyền Ukraina do căng thẳng đang diễn ra giữa hai quốc gia.[34] Với tư cách là đội có thứ hạng tốt tiếp theo trong vòng loại, Thụy Sĩ đã được chọn thay thế Ukraina tại World Cup với tư cách là kẻ thua cuộc may mắn.[33]

### Các đội tuyển vượt qua vòng loại
Các đội sau đây đã giành quyền vào vòng chung kết.
Lưu ý: Thống kê về các đội tham dự bên dưới chỉ đề cập đến kỷ nguyên FIFA của các kỳ World Cup bóng đá bãi biển (từ năm 2005); xem bài viết này để biết thêm về số liệu thống kê kỷ nguyên BSWW (1995–2004).
| Liên đoàn                                 | Giải đấu loại                                                            | Đội tuyển         | Lần tham dự | Tham dự lần cuối | Thành tích tốt nhất                            |
| ----------------------------------------- | ------------------------------------------------------------------------ | ----------------- | ----------- | ---------------- | ---------------------------------------------- |
| AFC (châu Á; 3 đội)                       | Cúp bóng đá bãi biển châu Á 2021 (hủy bỏ; các đội được AFC chỉ định)     | Nhật Bản          | 11th        | 2019             | Fourth place (2005, 2019)                      |
| AFC (châu Á; 3 đội)                       | Cúp bóng đá bãi biển châu Á 2021 (hủy bỏ; các đội được AFC chỉ định)     | Oman              | 4           | 2019             | Vòng bảng (2011, 2015, 2019)                   |
| AFC (châu Á; 3 đội)                       | Cúp bóng đá bãi biển châu Á 2021 (hủy bỏ; các đội được AFC chỉ định)     | UAE               | 7           | 2019             | Vòng bảng (2007, 2008, 2009, 2013, 2017, 2019) |
| CAF (châu Phi; 2 đội)                     | Cúp bóng đá bãi biển châu Phi 2021                                       | Mozambique        | 1           | Không có         | Lần đầu                                        |
| CAF (châu Phi; 2 đội)                     | Cúp bóng đá bãi biển châu Phi 2021                                       | Sénégal           | 8           | 2019             | Tứ kết (2007, 2011, 2017, 2019)                |
| CONCACAF (Bắc, Trung Mỹ và Caribe; 2 đội) | Giải vô địch bóng đá CONCACAF 2021                                       | El Salvador       | 5           | 2013             | Fourth place (2011)                            |
| CONCACAF (Bắc, Trung Mỹ và Caribe; 2 đội) | Giải vô địch bóng đá CONCACAF 2021                                       | Hoa Kỳ            | 6           | 2019             | Vòng bảng (2005, 2006, 2007, 2013, 2019)       |
| CONMEBOL (South America; 3 teams)         | Vòng loại Giải vô địch bóng đá bãi biển thế giới 2021 khu vực Nam Mỹ     | Brasil            | 11          | 2019             | Vô địch (2006, 2007, 2008, 2009, 2017)         |
| CONMEBOL (South America; 3 teams)         | Vòng loại Giải vô địch bóng đá bãi biển thế giới 2021 khu vực Nam Mỹ     | Paraguay          | 5           | 2019             | Tứ kết (2017)                                  |
| CONMEBOL (South America; 3 teams)         | Vòng loại Giải vô địch bóng đá bãi biển thế giới 2021 khu vực Nam Mỹ     | Uruguay           | 7th         | 2019             | Á quân (2006)                                  |
| OFC (châu Đại Dương; 1 đội)               | Cúp bóng đá bãi biển châu Đại Dương 2021 (hủy bỏ; đội được OFC chỉ định) | Tahiti            | 6th         | 2019             | Á quân (2015, 2017)                            |
| UEFA (châu Âu; 4 đội + chủ nhà)           | Chủ nhà                                                                  | RFU[Note RUS]     | 8           | 2019             | Vô địch (2011, 2013)                           |
| UEFA (châu Âu; 4 đội + chủ nhà)           | Vòng loại Giải vô địch bóng đá bãi biển thế giới 2021 khu vực châu Âu    | Belarus           | 2           | 2019             | Vòng bảng (2019)                               |
| UEFA (châu Âu; 4 đội + chủ nhà)           | Vòng loại Giải vô địch bóng đá bãi biển thế giới 2021 khu vực châu Âu    | Bồ Đào Nha        | 10          | 2019             | Vô địch (2015, 2019)                           |
| UEFA (châu Âu; 4 đội + chủ nhà)           | Vòng loại Giải vô địch bóng đá bãi biển thế giới 2021 khu vực châu Âu    | Tây Ban Nha       | 8           | 2015             | Á quân (2013)                                  |
| UEFA (châu Âu; 4 đội + chủ nhà)           | Vòng loại Giải vô địch bóng đá bãi biển thế giới 2021 khu vực châu Âu    | Thụy Sĩ[Note SUI] | 6           | 2019             | Á quân (2009)                                  |

1. ^ Chú thích RUS: Do phải chịu án phạt từ Cơ quan phòng chống doping thế giới (WADA) và quyết định vào tháng 12 năm 2020 của Tòa án trọng tài thể thao (CAS), đội tuyển bóng đá bãi biển quốc gia Nga không được phép sử dụng tên, quốc  kỳ hoặc quốc ca Nga; đội đã tham dự Giải vô địch bóng đá bãi biển thế giới 2021 với tư cách là đội tuyển của Liên đoàn bóng đá Nga (RFU) và sử dụng cờ của Ủy ban Olympic Nga.[35]
2. ^ Chú thích SUI:  Ukraina rút lui. Thụy Sĩ thay thế vị trí.[36]

## Địa điểm
Một địa điểm được xây dựng có mục đích cụ thể đang được sử dụng tại thành phố Moskva; địa điểm này nằm trong khuôn viên của Khu liên hợp Olympic Luzhniki ở quận Khamovniki.
Sân vận động có sức chứa khoảng 4.500 khán giả. Tuy nhiên, vào ngày 4 tháng 8 năm 2021, có thông báo rằng số lượng khán giả tối đa sẽ bị giới hạn ở mức 50% để phù hợp với các biện pháp giãn cách xã hội do những ảnh hưởng liên tục của đại dịch COVID-19 tại Nga. Những khán giả tham dự sân thi đấu được yêu cầu phải đeo khẩu trang mọi lúc, tuy nhiên không yêu cầu xét nghiệm COVID-19 âm tính hoặc xác nhận tình trạng tiêm chủng để vào sân vận động.
Các tài liệu đấu thầu ban đầu do Liên đoàn bóng đá Nga (RFU) đệ trình đã liệt kê Khu liên hợp Olympic Luzhniki là địa điểm được đề xuất, sau thành công khi địa điểm này trở thành nơi diễn ra Vòng loại Giải bóng vô địch bóng đá bãi biển thế giới 2019 khu vực châu Âu; sau khi giá thầu của Nga thành công, người ta quyết định sẽ xem xét các địa điểm khác. Từ tháng 11 năm 2019 đến tháng 1 năm 2020, thông qua nền tảng trực tuyến "Active Citizen" của Moskva để bỏ phiếu về các vấn đề địa phương, người dân Moskva đã được mời bỏ phiếu cho nơi họ nghĩ rằng sân vận động World Cup nên được xây dựng trong thành phố. Các lựa chọn bao gồm Luzhniki, Đồi Sparrow, Khu triển lãm thành tựu kinh tế quốc dân, Công viên chiến thắng và Quảng trường Đỏ. Trong số khoảng 200.000 phiếu bầu, đa số đã chọn Luzhniki, chiếm 43% tổng số phiếu bầu. Luzhniki sau đó đã được xác nhận là địa điểm thi đấu vào tháng 7 năm 2020.
Việc xây dựng công trình tạm thời bắt đầu vào ngày 5 tháng 7 năm 2021, tại khu vực "Quảng trường lễ hội" của khu liên hợp, bên ngoài mặt tiền của Sân vận động Luzhniki; công trình được báo cáo là hoàn thành vào ngày 12 tháng 8. 2.000 tấn cát thạch anh nhân tạo đã được nhập khẩu để tạo nên mặt sân. Loại cát này đã được kiểm nghiệm bởi một phòng thí nghiệm chuyên ngành ở Canada và so sánh với độ đặc của cát tự nhiên được tìm thấy trên bãi biển Copacabana ở Rio de Janeiro, Brasil. Cát được phủ một lớp phủ đặc biệt để đảm bảo duy trì độ nhớt thông thường ngay cả khi trời mưa.
| Sân vận động bóng đá bãi biển Luzhniki Khu liên hợp Olympic Luzhniki |
| 55°42′51″B 37°33′2″Đ / 55,71417°B 37,55056°Đ                         |
| Sức chứa: 4,500                                                      |
|                                                                      |

## Tổ chức
Sau đây là một số cột mốc trong quá trình tổ chức giải đấu (không thuộc về các tiểu mục khác):
Tổng quan
- Liên đoàn bóng đá Nga (RFU) đã ủy quyền tổ chức giải đấu cho "Cục dự án và sự kiện bóng đá" vào ngày 15 tháng 11 năm 2019.[47]
- Các đại biểu của FIFA đã gặp gỡ đại diện của RFU tại Moskva để thảo luận về địa điểm, ngày tháng và kế hoạch chung cho trận chung kết vào ngày 17 tháng 2 năm 2020.[48]
- Ngân sách 7 triệu đô la Mỹ cho giải đấu đã được Hội đồng FIFA phê duyệt, như một phần của ngân sách sửa đổi cho năm 2019–22 vào ngày 25 tháng 6 năm 2020.[49]
- Ngày diễn ra giải đấu đã được xác nhận công khai vào ngày 8 tháng 7 năm 2020.[50] Ban đầu dự kiến vào đầu tháng 7 năm 2021,[43] đã được chuyển sang tháng 8 do ảnh hưởng của đại dịch COVID-19.[44]
- FIFA và Ban tổ chức địa phương (LOC) đã tổ chức một cuộc họp Zoom cùng nhau, chủ yếu để đánh giá các cơ sở đào tạo sẽ được triển khai trong suốt sự kiện vào ngày 11 tháng 3 năm 2021.[51]
- Một cuộc họp làm việc đã được tổ chức tại Sân vận động Luzhniki ở Moskva, giữa các thành viên của FIFA và Ban tổ chức địa phương, vào ngày 20 tháng 5 năm 2021.[52] Tại cuộc họp đã xác nhận rằng Cơ quan phòng chống doping thế giới (WADA) đã đồng ý cho giải đấu diễn ra theo kế hoạch bất chấp lệnh cấm Nga đăng cai giải vô địch thế giới trong hai năm vào tháng 12 năm 2020.[35]
- Đơn đăng ký tham gia chương trình tình nguyện đã mở vào ngày 11 tháng 6 năm 2021.[53] Các cuộc phỏng vấn cuối cùng diễn ra vào ngày 9 tháng 7. 163 tình nguyện viên đã được chọn từ 1.200 ứng viên; khóa đào tạo diễn ra từ ngày 8 đến ngày 15 tháng 8.[54]
- Chủ tịch FIFA Gianni Infantino đã đến thăm địa điểm tổ chức giải đấu tại Luzhniki để thảo luận về tiến độ chuẩn bị với Ban tổ chức địa phương và các cơ quan chức năng khác vào ngày 21 tháng 6 năm 2021; ông cũng đã gặp Tổng thống Nga Vladimir Putin để thảo luận về giải đấu.[55]
- Việc công nhận phương tiện truyền thông đã được mở vào ngày 22 tháng 6 năm 2021[56] và kết thúc vào ngày 30 tháng 7.[57][58]
- Kassir.ru được công bố là đơn vị hỗ trợ tổ chức và nhà điều hành bán vé chính thức của giải đấu vào ngày 20 tháng 8 năm 2021.[59]

Tiếp thị
- Biểu trưng chính thức của giải đấu có hình Chim lửa, một nhân vật trong truyện cổ tích Nga cổ điển, đã được công bố một năm trước trận chung kết vào ngày 29 tháng 8 năm 2020.[2]
- FIFA và adidas đã công bố bóng thi đấu chính thức màu cam sáng là "Conext 21 ProBeach" vào ngày 19 tháng 5 năm 2021, đánh dấu ba tháng trước khi giải đấu bắt đầu.[60]
- Poster quảng cáo chính thức lấy cảm hứng từ văn hóa Nga và các địa danh của Moskva, đã được công bố vào ngày 3 tháng 6 năm 2021. Poster khắc họa hình ảnh một cầu thủ đang nhảy lên để tranh bóng trên không với một chú chim lửa; loài chim này tượng trưng cho "sự theo đuổi vinh quang và tượng trưng cho lửa, ánh sáng và mặt trời". Quả bóng được mô tả là một quả táo vàng, tượng trưng cho cả sức mạnh và tuổi trẻ, theo văn hóa dân gian Nga. Các mái vòm của Nhà thờ chính tòa Thánh Vasily, đường chân trời Moskva và Sân vận động Luzhniki cũng xuất hiện trong poster. Màu sắc của poster được lựa chọn dựa trên "họa tiết Nga và kiến trúc". Poster được vẽ trên một tấm bạt tạm thời kích thước 24x33 mét tại địa điểm xây dựng sân vận động World Cup tương lai, 10 hoạ sĩ đã dành 5 ngày để hoàn thành.[61]
- Vé được bán trước vào ngày 9 tháng 8 năm 2021 và được bán rộng rãi từ ngày 12 tháng 8, với giá dao động từ 400 đến 700 rúp.[40]
- Theo lệnh cấm của WADA,[Note RUS] RFU đã thông báo vào ngày 10 tháng 8 năm 2021 rằng cụm từ "Our Boys" (Những chàng trai của chúng ta) sẽ thay thế biểu tượng của Nga trên áo thi đấu của các cầu thủ trong đội, một thương hiệu hai năm tuổi của RFU được tạo ra như một phần của chiến dịch thúc đẩy sự đoàn kết trên mọi cấp độ bóng đá ở Nga.[62]
- Linh vật chính thức của giải đấu có tên "Zharishka", một hình ảnh nhân hóa của chim lửa đã được công bố vào ngày 11 tháng 8 năm 2021. Đây là lần đầu tiên World Cup dành cho bóng đá bãi biển có linh vật chính thức.[63]

## Bốc thăm
Lễ bốc thăm chia 16 đội thành bốn bảng, mỗi bảng bốn đội đã diễn ra lúc 14:00 CEST ngày 8 tháng 7 năm 2021 tại trụ sở FIFA ở Zürich, Thụy Sĩ. Buổi lễ do cựu đội trưởng của đội tuyển bóng đá bãi biển quốc gia Bồ Đào Nha Madjer và cựu đội trưởng của đội tuyển bóng đá quốc gia Nga, Alexey Smertin chủ trì. Quy trình như sau:
Ban đầu, các đội được chia thành 4 nhóm, mỗi nhóm 4 đội, dựa trên bảng xếp hạng được xây dựng dựa trên thành tích của mỗi đội tại World Cup trong 5 mùa giải gần nhất (kể từ năm 2011); mùa giải càng gần thì kết quả càng được đánh giá cao. Điểm thưởng cũng được trao cho các đội vô địch châu lục trong vòng loại. Dựa trên bảng xếp hạng này, các đội có thành tích tốt nhất được xếp vào Nhóm 1 (cộng với đội chủ nhà), các đội có thành tích tốt tiếp theo được xếp vào Nhóm 2, v.v. Cơ cấu của các nhóm được thể hiện dưới đây:
| Nhóm 1 | Nhóm 2                                                        | Nhóm 3                                                      | Nhóm 4                                                     |
| --- | ------------------------------------------------------------- | ----------------------------------------------------------- | ---------------------------------------------------------- |
| - RFU (chủ nhà; được phân bổ vào A1) (4) - Bồ Đào Nha (đương kim vô địch; được phân bổ vào D1) (1) - Brasil (2) - Tahiti (13) | - Nhật Bản (6) - Sénégal (10) - Thụy Sĩ (8) - Tây Ban Nha (5) | - Paraguay (9) - El Salvador (20) - UAE (14) - Uruguay (11) | - Oman (21) - Belarus (15) - Hoa Kỳ (16) - Mozambique (93) |

Các con số trong ngoặc đơn thể hiện Bảng xếp hạng bóng đá bãi biển thế giới BSWW của các đội tại thời điểm bốc thăm, trong số 120 quốc gia (xếp hạng của RFU đề cập đến đội tuyển quốc gia Nga). Điều này chỉ mang tính chất tham khảo; không ảnh hưởng đến việc bốc thăm.
Lễ bốc thăm bắt đầu với Nhóm 1. Với tư cách là chủ nhà, RFU được tự động xếp vào vị trí A1. Với tư cách là đương kim vô địch, Bồ Đào Nha được tự động xếp vào vị trí D1. Các đội còn lại sau đó được bốc thăm - đội đầu tiên bị loại vào Bảng C và đội thứ hai bị loại vào Bảng D. Các đội từ Nhóm 2 sau đó được bốc thăm - đội đầu tiên bị loại vào Bảng A, đội thứ hai bị loại vào Bảng B, v.v. Quy trình tương tự được lặp lại với Nhóm 3 và Nhóm 4. Vị trí chính xác trong các bảng đấu mà các đội được phân bổ được xác định bằng cách bốc thăm từ một nhóm phụ.
Các đội từ cùng một liên đoàn không được xếp vào cùng một bảng, ngoại trừ UEFA, trong đó mỗi bảng được phép có hai đội.

## Trọng tài
FIFA đã chọn ra 24 trọng tài từ 24 quốc gia khác nhau để điều hành các trận đấu tại World Cup, danh sách này được công bố vào ngày 19 tháng 7 năm 2021. Sẽ có ít nhất một trọng tài đại diện cho mỗi liên đoàn trong số 6 liên đoàn: 4 trọng tài từ AFC, 3 trọng tài từ CAF, 5 trọng tài từ CONMEBOL, 3 trọng tài từ CONCACAF, 1 trọng tài từ OFC và 8 trọng tài từ UEFA.
Không giống như các mùa giải trước, một "chương trình chuẩn bị có cấu trúc" đã được sử dụng để phát triển danh sách ứng viên mở trong hai năm, từ đó 24 ứng viên cuối cùng sẽ được chọn.
| Liên đoàn | Trọng tài          | Tuổi | Đạt tiêu chuẩn |
| --------- | ------------------ | ---- | -------------- |
| AFC       | Ebrahim Akbarpour  | 38   | 2012           |
| AFC       | Turki Al Salehi    | 44   | 2009           |
| AFC       | Yuichi Hatano      | 40   | 2015           |
| AFC       | Suhaimi Mat Hassan | 45   | 2010           |
| CAF       | Hamdi Bchir        | 35   | 2016           |
| CAF       | Hany Farouk        | 34   | 2015           |
| CAF       | Said Hachim        | 42   | 2010           |
| CONCACAF  | Juan Angeles       | 41   | 2012           |
| CONCACAF  | Gumercindo Batista | 41   | 2012           |
| CONCACAF  | Gonzalo Carballo   | 39   | 2014           |
| CONMEBOL  | Gustavo Domínguez  | 43   | 2012           |
| CONMEBOL  | Lucas Estevão      | 35   | 2017           |
| CONMEBOL  | Aecio Fernández    | 38   | 2018           |
| CONMEBOL  | Mickie Palomino    | 39   | 2012           |
| CONMEBOL  | Mariano Romo       | 40   | 2013           |

| Liên đoàn                  | Trọng tài                   | Tuổi | Đạt tiêu chuẩn |
| -------------------------- | --------------------------- | ---- | -------------- |
| OFC                        | Aurélien Planchais-Godefroy | 40   | 2018           |
| UEFA                       |                             |      |                |
| Sofien Benchabane          | 36                          | 2011 |                |
| Roman Borisov              | 40                          | 2014 |                |
| Francisco de Oses Bumedien | 29                          | 2018 |                |
| Sergio Gomes Soares        | 42                          | 2014 |                |
| Vitalij Gomolko            | 31                          | 2015 |                |
| Ingilab Mammadov           | 37                          | 2012 |                |
| Gionni Matticoli           | 46                          | 2012 |                |
| Łukasz Ostrowski           | 35                          | 2012 |                |

## Đội hình
Mỗi đội phải đăng ký một đội hình sơ bộ gồm từ 12 đến 18 cầu thủ. Từ đội hình sơ bộ này, đội phải đăng ký một đội hình chính thức gồm 14 cầu thủ (3 trong số đó phải là thủ môn) trước thời hạn chót của FIFA. Các cầu thủ trong đội hình chính thức có thể được thay thế bằng một cầu thủ trong đội hình sơ bộ do chấn thương hoặc bệnh tật "nghiêm trọng" trong vòng 24 giờ trước khi trận đấu đầu tiên của đội bắt đầu.
Danh sách đội hình cuối cùng được FIFA công bố vào ngày 13 tháng 8 năm 2021.

## Vòng bảng
Ở vòng bảng, nếu trận đấu hòa sau thời gian thi đấu chính thức sẽ diễn ra hiệp phụ (mỗi hiệp 3 phút) và sau đó, nếu cần sẽ đá luân lưu để xác định đội chiến thắng. Mỗi đội được 3 điểm cho một trận thắng trong thời gian thi đấu chính thức, 2 điểm cho một trận thắng trong hiệp phụ, 1 điểm cho một trận thắng trong loạt sút luân lưu, và không có điểm nào cho một trận thua. Hai đội đứng đầu mỗi bảng sẽ vào vòng tứ kết.

Các tiêu chí vòng bảng
Xếp hạng của các đội trong mỗi bảng được xác định như sau:
1. Điểm đạt được trong tất cả các trận đấu vòng bảng;
2. Hiệu số bàn thắng thua trong tất cả các trận đấu vòng bảng;
3. Số bàn thắng được ghi trong tất cả các trận đấu vòng bảng;

Nếu hai hoặc nhiều đội bằng nhau dựa trên 3 tiêu chí trên, thứ hạng của họ được xác định như sau:
1. Điểm đạt được trong các trận đấu vòng bảng giữa các đội liên quan;
2. Hiệu số bàn thắng bại trong các trận đấu vòng bảng giữa các đội liên quan;
3. Số bàn thắng được ghi trong các trận đấu vòng bảng giữa các đội liên quan;
4. điểm kỷ luật trong tất cả các trận đấu vòng bảng (chỉ được trừ một lần cho một cầu thủ trong một trận đấu):
   - Thẻ vàng: −1 điểm;
  - Thẻ đỏ gián tiếp (thẻ vàng thứ hai): −3 điểm;
  - Thẻ đỏ trực tiếp: −4 điểm;
  - Thẻ vàng và thẻ đỏ trực tiếp: −5 điểm;
5. Quyết định bốc thăm của Ban tổ chức.

Lịch thi đấu được công bố  sau lễ bốc thăm vào ngày 8 tháng 7.
Tất cả các trận đấu diễn ra theo giờ địa phương, MSK(UTC+3).

### Bảng A

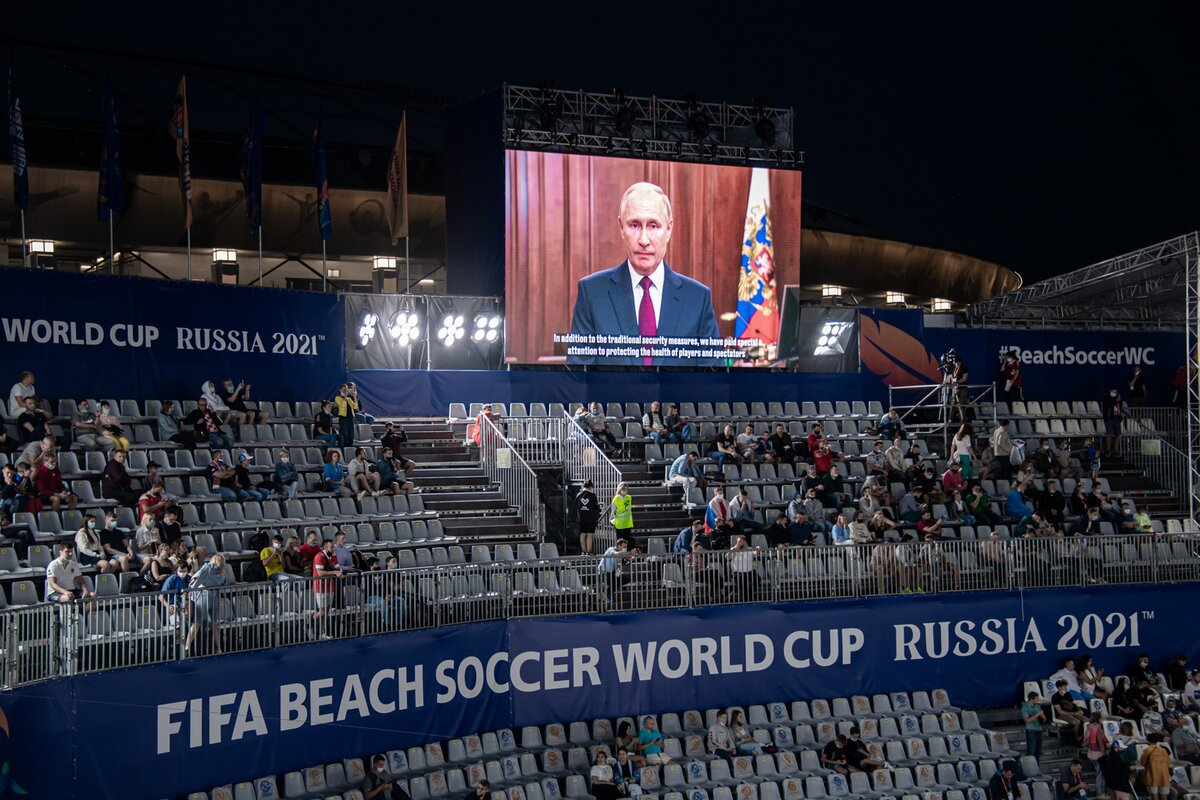
Tổng thống Nga Vladimir Putin phát biểu trước khán giả qua video được ghi hình trước khi đội chủ nhà Nga tổ chức trận mở màn.

| VT | Đội      | Tr | T | T+ | TLL | B | BT | BB | BHS | Đ | Giành quyền tham dự     |
| -- | -------- | -- | - | -- | --- | - | -- | -- | --- | - | ----------------------- |
| 1  | RFU (H)  | 3  | 1 | 1  | 1   | 0 | 16 | 9  | +7  | 6 | Vòng đấu loại trực tiếp |
| 2  | Nhật Bản | 3  | 2 | 0  | 0   | 1 | 12 | 14 | −2  | 6 | Vòng đấu loại trực tiếp |
| 3  | Paraguay | 3  | 1 | 0  | 0   | 2 | 17 | 15 | +2  | 3 |                         |
| 4  | Hoa Kỳ   | 3  | 0 | 0  | 0   | 3 | 11 | 18 | −7  | 0 |                         |

| Paraguay                                       | 4–7      | Nhật Bản                                                                    |
| ---------------------------------------------- | -------- | --------------------------------------------------------------------------- |
| - Cantero 10' - N. Medina 10', 13' - Morán 27' | Chi tiết | - Ojeda 21' (l.n.) - Akaguma 26', 32', 32' - Yamauchi 29', 33' (ph.đ.), 36' |

| RFU                                                            | 5–4 (s.h.p.) | Hoa Kỳ                                    |
| -------------------------------------------------------------- | ------------ | ----------------------------------------- |
| - Shkarin 17' - Nikonorov 12', 20' - Novikov 21' - Makarov 39' | Chi tiết     | - Perea 2', 32' - Canale 15' (ph.đ.), 25' |

| Nhật Bản                                                | 4–3      | Hoa Kỳ                                 |
| ------------------------------------------------------- | -------- | -------------------------------------- |
| - Okuyama 4' - Ozu 23' - Oba 28' (ph.đ.) - Yamauchi 31' | Chi tiết | - Silveira 3' - Canale 29' - Perea 34' |

| RFU                                                        | 4–4 (s.h.p.) | Paraguay                                                          |
| ---------------------------------------------------------- | ------------ | ----------------------------------------------------------------- |
| - Makarov 1', 37' - Kosharnyi 18' - Nikonorov 21'          | Chi tiết     | - Rolon 7' - M. Medina 16' - Carballo 35' - N. Medina 37' (ph.đ.) |
| Loạt sút luân lưu                                          |              |                                                                   |
| - Fedorov - Romanov - Nikonorov - Makarov - Krasheninnikov | 5–4          | - Carballo - Morán - Ojeda - M. Medina - V. Benitez               |

| Hoa Kỳ                                              | 4–9      | Paraguay                                                                                               |
| --------------------------------------------------- | -------- | --- |
| - Silveira 3' - Canale 15', 34' - Perea 33' (ph.đ.) | Chi tiết | - Morán 3', 15', 20' - Carballo 7', 21' - M. Medina 23' - N. Medina 25' - Cantero 33' - V. Benitez 36' |

| Nhật Bản    | 1–7      | RFU                                                                                   |
| ----------- | -------- | ------------------------------------------------------------------------------------- |
| Akaguma 32' | Chi tiết | - Ozu 1' (l.n.) - Paporotnyi 3', 25', 27' - Zemskov 8' - Chuzhkov 15' - Nikonorov 36' |

### Bảng B

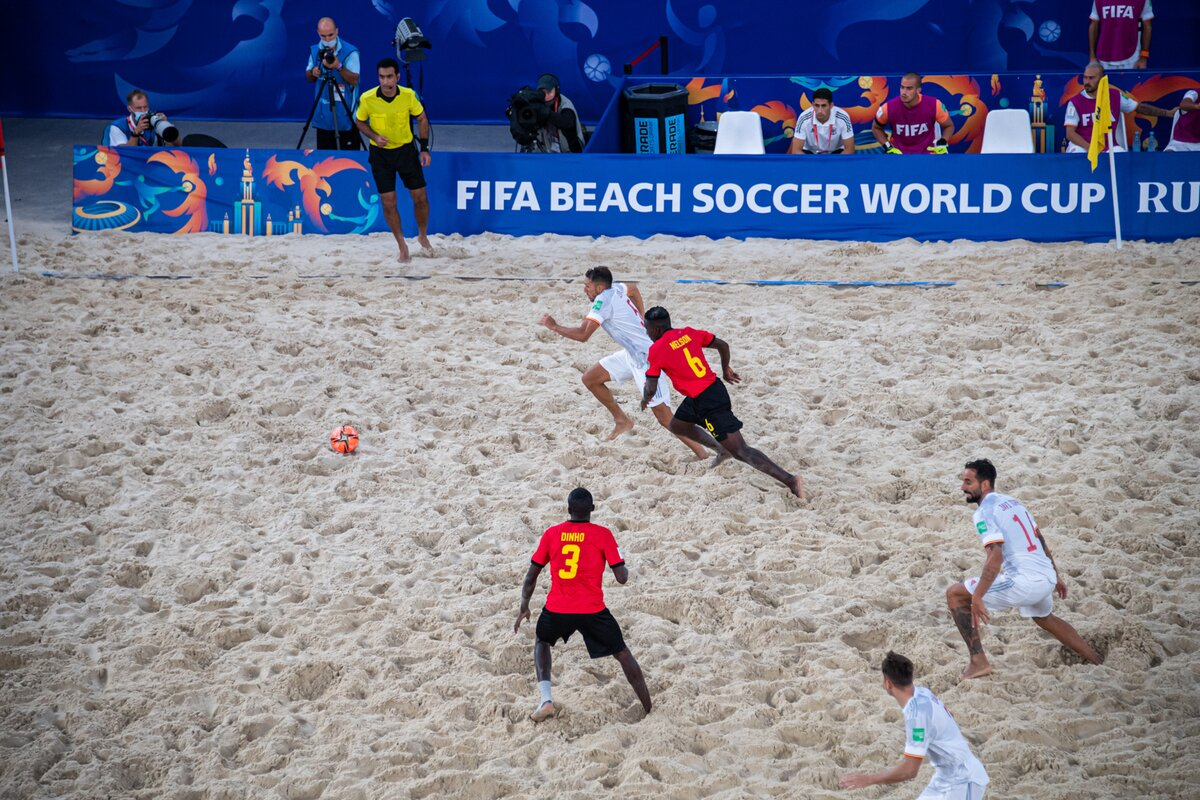
José Cintas của Tây Ban Nha đang giữ bóng trong trận đấu với Mozambique..

| VT | Đội         | Tr | T | T+ | TLL | B | BT | BB | BHS | Đ | Giành quyền tham dự     |
| -- | ----------- | -- | - | -- | --- | - | -- | -- | --- | - | ----------------------- |
| 1  | Tahiti      | 3  | 2 | 0  | 0   | 1 | 23 | 19 | +4  | 6 | Vòng đấu loại trực tiếp |
| 2  | Tây Ban Nha | 3  | 2 | 0  | 0   | 1 | 21 | 19 | +2  | 6 | Vòng đấu loại trực tiếp |
| 3  | Mozambique  | 3  | 1 | 0  | 0   | 2 | 15 | 18 | −3  | 3 |                         |
| 4  | UAE         | 3  | 0 | 1  | 0   | 2 | 9  | 12 | −3  | 2 |                         |

| UAE                                                              | 4–3 (s.h.p.) | Tahiti                                |
| ---------------------------------------------------------------- | ------------ | ------------------------------------- |
| - W. Beshr 24' - Alhammadi 25' - Paama 33' (l.n.) - A. Beshr 39' | Chi tiết     | - Tetauira 21' - Taiarui 36' - Li 36' |

| Mozambique                                | 4–8      | Tây Ban Nha                                                                                  |
| ----------------------------------------- | -------- | -------------------------------------------------------------------------------------------- |
| - Nelson 20' - Figo 21', 24' (ph.đ.), 35' | Chi tiết | - Antonio 6' - Chiky 8', 9' (ph.đ.), 25' - Eduard 13', 30' - Llorenç 21' - Tivane 36' (l.n.) |

| Mozambique               | 4–2      | UAE                           |
| ------------------------ | -------- | ----------------------------- |
| - Figo 5', 21', 28', 33' | Chi tiết | - Alhammadi 8' - A. Beshr 36' |

| Tahiti | 12–8     | Tây Ban Nha                                                                 |
| --- | -------- | --------------------------------------------------------------------------- |
| - Taiarui 1' - Paama 9' (ph.đ.), 35' - Zaveroni 11', 33', 35' - Tehau 12', 15' - Salem 16', 18' - Tetauira 29', 35' | Chi tiết | - Torres 5', 36' - David 13' - Chiky 14', 28' - Riduan 19', 24' - Perez 27' |

| Tahiti                                                                   | 8–7      | Mozambique                                                                 |
| ------------------------------------------------------------------------ | -------- | -------------------------------------------------------------------------- |
| - Tehau 3' - Tetauira 4' - Salem 10', 17', 19', 24' - Paama 31' - Li 33' | Chi tiết | - Tehau 4' (l.n.) - Nelson 4', 17', 30' - Mussa 15' - Dez 35' - Malate 36' |

| Tây Ban Nha                                            | 5–3      | UAE                               |
| ------------------------------------------------------ | -------- | --------------------------------- |
| - Chiky 13' - Eduard 15' - Torres 17' - Perez 21', 30' | Chi tiết | - A. Mohammad 7', 22' - Malahi 9' |

### Bảng C
| VT | Đội         | Tr | T | T+ | TLL | B | BT | BB | BHS | Đ | Giành quyền tham dự     |
| -- | ----------- | -- | - | -- | --- | - | -- | -- | --- | - | ----------------------- |
| 1  | Thụy Sĩ     | 3  | 2 | 0  | 1   | 0 | 20 | 15 | +5  | 7 | Vòng đấu loại trực tiếp |
| 2  | Brasil      | 3  | 2 | 0  | 0   | 1 | 14 | 7  | +7  | 6 | Vòng đấu loại trực tiếp |
| 3  | Belarus     | 3  | 0 | 0  | 1   | 2 | 8  | 17 | −9  | 1 |                         |
| 4  | El Salvador | 3  | 0 | 0  | 0   | 3 | 14 | 17 | −3  | 0 |                         |

| Belarus                                             | 5–5 (s.h.p.) | El Salvador                                       |
| --------------------------------------------------- | ------------ | ------------------------------------------------- |
| - Piatrouski 19' - Hapon 24', 32' - Ryabko 30', 37' | Chi tiết     | - Batres 2', 30' - Ramos 18', 19' - Velásquez 38' |
| Loạt sút luân lưu                                   |              |                                                   |
| - Bokach - Novikau - Chaikouski - Ryabko - Drozd    | 5–4          | - Velásquez - Cruz - Gonzalez - Urbina - Ramos    |

| Thụy Sĩ                                        | 5–5 (s.h.p.) | Brasil                                              |
| ---------------------------------------------- | ------------ | --------------------------------------------------- |
| - Borer 6', 26' - Stankovic 15', 36' - Ott 34' | Chi tiết     | - Edson Hulk 6' - Lucão 8' - Zé Lucas 24', 25', 27' |
| Loạt sút luân lưu                              |              |                                                     |
| - Ott - Steinemann - Misev - Borer - Stankovic | 4–3          | - Lucão - Zé Lucas - Antonio - Edson Hulk - Rodrigo |

| Belarus                                   | 3–7      | Thụy Sĩ                                                                                         |
| ----------------------------------------- | -------- | ----------------------------------------------------------------------------------------------- |
| - Novikau 7' - Hardzetski 11' - Hapon 12' | Chi tiết | - Stankovic 2', 33' - Hodel 17' (ph.đ.), 34' - Mounoud 28' - Borer 36' - Steinemann 36' (ph.đ.) |

| Brasil                                          | 4–2      | El Salvador                          |
| ----------------------------------------------- | -------- | ------------------------------------ |
| - Rodrigo 2', 25' - Filipe 28' - Mauricinho 35' | Chi tiết | - Perdomo 3' (ph.đ.) - Velásquez 18' |

| El Salvador                                                                   | 7–8      | Thụy Sĩ                                                                               |
| ----------------------------------------------------------------------------- | -------- | ------------------------------------------------------------------------------------- |
| - Velásquez 4', 13', 21' - Robles 15', 25' - Perdomo 16' (ph.đ.) - Batres 20' | Chi tiết | - Looser 4' - Stankovic 10', 32', 34', 36' - Ruettimann 12' - Borer 13' - Tchatat 31' |

| Brasil                                                                  | 5–0      | Belarus |
| ----------------------------------------------------------------------- | -------- | ------- |
| - Rodrigo 3' - Edson Hulk 15' - Lucão 23' (ph.đ.), 24' - Mauricinho 32' | Chi tiết |         |

### Bảng D
| VT | Đội        | Tr | T | T+ | TLL | B | BT | BB | BHS | Đ | Giành quyền tham dự     |
| -- | ---------- | -- | - | -- | --- | - | -- | -- | --- | - | ----------------------- |
| 1  | Sénégal    | 3  | 2 | 0  | 0   | 1 | 13 | 7  | +6  | 6 | Vòng đấu loại trực tiếp |
| 2  | Uruguay    | 3  | 2 | 0  | 0   | 1 | 12 | 14 | −2  | 6 | Vòng đấu loại trực tiếp |
| 3  | Bồ Đào Nha | 3  | 1 | 0  | 0   | 2 | 14 | 15 | −1  | 3 |                         |
| 4  | Oman       | 3  | 1 | 0  | 0   | 2 | 8  | 11 | −3  | 3 |                         |

| Sénégal                                                                        | 6–1      | Uruguay            |
| ------------------------------------------------------------------------------ | -------- | ------------------ |
| - Mendy 2', 14' (ph.đ.), 25' - Diatta 5' - Mam. Diagne 15' (ph.đ.) - Sylla 33' | Chi tiết | - Bella 1' (ph.đ.) |

| Bồ Đào Nha                                          | 5–3      | Oman                                                |
| --------------------------------------------------- | -------- | --------------------------------------------------- |
| - L. Martins 2', 11', 21' - Costa 20' - Andrade 24' | Chi tiết | - Al-Zadjali 11' - Al-Sinani 13' - Costa 14' (l.n.) |

| Uruguay                                                   | 4–2      | Oman                            |
| --------------------------------------------------------- | -------- | ------------------------------- |
| - Cabrera 7' - Laduche 14' - Guerrero 35' - L. Quinta 35' | Chi tiết | - Al-Zadjali 25' - Al-Sauti 27' |

| Bồ Đào Nha                                   | 3–5      | Sénégal                                                     |
| -------------------------------------------- | -------- | ----------------------------------------------------------- |
| - Von 9' - Pinhal 18' (ph.đ.) - Lourenço 24' | Chi tiết | - Mendy 9', 24' - Man. Diagne 11' (ph.đ.), 33' - Diatta 35' |

| Oman                                                        | 3–2      | Sénégal                  |
| ----------------------------------------------------------- | -------- | ------------------------ |
| - Al-Sauti 8' (ph.đ.) - Y. Al-Araimi 24' - S. Al-Oraimi 33' | Chi tiết | - Balde 25' - Diatta 36' |

| Uruguay                                                             | 7–6      | Bồ Đào Nha                                   |
| ------------------------------------------------------------------- | -------- | -------------------------------------------- |
| - Bella 6', 10' - L. Quinta 9', 23', 25' - Laens 26' - Guerrero 32' | Chi tiết | - L. Martins 3', 12', 16', 22', 25' - Von 5' |

## Vòng đấu loại trực tiếp
Ở vòng loại trực tiếp, nếu trận đấu có tỷ số hòa khi hết thời gian thi đấu chính thức, sẽ phải thi đấu hiệp phụ (một hiệp duy nhất kéo dài ba phút) và sau đó nếu cần, sẽ đá luân lưu để xác định đội chiến thắng.
Ngày 25 và 27 tháng 8 được phân bổ là ngày nghỉ.

### Sơ đồ
|  | Tứ kết            | Tứ kết     |            |       | Bán kết       | Bán kết       |  |  | Chung kết | Chung kết |
|  |                   |            |            |       |               |               |  |  |           |           |
|  | 26 tháng 8        |            |            |       |               |               |  |  |           |           |
|  |                   |            |            |       |               |               |  |  |           |           |
|  | RFU               | 4          |            |       |               |               |  |  |           |           |
|  | RFU               | 4          | 28 tháng 8 |       |               |               |  |  |           |           |
|  | Tây Ban Nha       | 2          |            |       |               |               |  |  |           |           |
|  | Tây Ban Nha       | 2          | RFU (p)    | 5 (5) |               |               |  |  |           |           |
|  | 26 tháng 8        |            | RFU (p)    | 5 (5) |               |               |  |  |           |           |
|  |                   | Thụy Sĩ    | 5 (4)      |       |               |               |  |  |           |           |
|  | Thụy Sĩ           | Thụy Sĩ    | 5 (4)      | 10    |               |               |  |  |           |           |
|  | Thụy Sĩ           |            | 29 tháng 8 | 10    |               |               |  |  |           |           |
|  | Uruguay           | 1          |            |       |               |               |  |  |           |           |
|  | Uruguay           | 1          | RFU        | 5     |               |               |  |  |           |           |
|  | 26 tháng 8        |            | RFU        | 5     |               |               |  |  |           |           |
|  |                   | Nhật Bản   | 2          |       |               |               |  |  |           |           |
|  | Tahiti            | Nhật Bản   | 2          | 4     |               |               |  |  |           |           |
|  | Tahiti            | 28 tháng 8 |            | 4     |               |               |  |  |           |           |
|  | Nhật Bản (s.h.p.) | 5          |            |       |               |               |  |  |           |           |
|  | Nhật Bản (s.h.p.) | 5          | Nhật Bản   | 5     |               |               |  |  |           |           |
|  | 26 tháng 8        |            | Nhật Bản   | 5     |               |               |  |  |           |           |
|  |                   | Sénégal    | 2          |       | Tranh hạng ba | Tranh hạng ba |  |  |           |           |
|  | Sénégal (s.h.p.)  | Sénégal    | 2          | 5     | Tranh hạng ba | Tranh hạng ba |  |  |           |           |
|  | Sénégal (s.h.p.)  |            | 29 tháng 8 | 5     |               |               |  |  |           |           |
|  | Brasil            | 4          |            |       |               |               |  |  |           |           |
|  | Brasil            | 4          | Thụy Sĩ    | 9     |               |               |  |  |           |           |
|  |                   |            |            |       |               |               |  |  |           |           |
|  | Sénégal           | 7          |            |       |               |               |  |  |           |           |
|  | Sénégal           | 7          |            |       |               |               |  |  |           |           |

### Tứ kết
| Sénégal                                                  | 5–4 (s.h.p.) | Brasil                                          |
| -------------------------------------------------------- | ------------ | ----------------------------------------------- |
| - Mam. Diagne 9' - Man. Diagne 25', 39' - Mendy 34', 38' | Chi tiết     | - Rodrigo 3', 39' - Catarino 21' - Zé Lucas 23' |

| Thụy Sĩ | 10–1     | Uruguay     |
| --- | -------- | ----------- |
| - Ott 3' - Borer 8', 18' (ph.đ.) - Steinemann 10' - Hodel 20', 22', 24', 34' - Stankovic 32' - Bella 36' (l.n.) | Chi tiết | - Bella 11' |

| Tahiti                                                         | 4–5 (s.h.p.) | Nhật Bản                                                                      |
| -------------------------------------------------------------- | ------------ | ----------------------------------------------------------------------------- |
| - Tetauira 20' (ph.đ.), 37' - Chan-Kat 30' - Uesato 36' (l.n.) | Chi tiết     | - Tehau 4' (l.n.) - Yamauchi 5' (ph.đ.) - Oba 36' - Okuyama 37' - Akaguma 38' |

| RFU                                                         | 4–2      | Tây Ban Nha                |
| ----------------------------------------------------------- | -------- | -------------------------- |
| - Kotenev 6' - Nikonorov 14' - Makarov 15' - Paporotnyi 34' | Chi tiết | - Eduard 20' - Antonio 22' |

### Bán kết
| RFU                                                                 | 5–5 (s.h.p.) | Thụy Sĩ                                                  |
| ------------------------------------------------------------------- | ------------ | -------------------------------------------------------- |
| - Krasheninnikov 1' - Nikonorov 5', 34' - Kotenev 14' - Shkarin 36' | Chi tiết     | - Ott 6' - Hodel 18', 19', 30' (ph.đ.) - Stankovic 22'   |
| Loạt sút luân lưu                                                   |              |                                                          |
| - Fedorov - Nikonorov - Shishin - Novikov - Krasheninnikov          | 5–4          | - Borer - Steinemann - Spaccarotella - Hodel - Stankovic |

| Nhật Bản                                                | 5–2      | Sénégal               |
| ------------------------------------------------------- | -------- | --------------------- |
| - Akaguma 15' (ph.đ.), 29', 33' - Oba 27' - Okuyama 27' | Chi tiết | - Fall 26' - Boye 32' |

### Tranh hạng ba
| Thụy Sĩ                                                                                        | 9–7      | Sénégal                                                                          |
| ---------------------------------------------------------------------------------------------- | -------- | -------------------------------------------------------------------------------- |
| - Borer 9' - Hodel 11', 34', 36' - Mounoud 10', 16' - Spaccarotella 21' - Ott 21', 36' (ph.đ.) | Chi tiết | - Sylla 3' - Diatta 9', 13', 36' - Mam. Diagne 10' - Ndour 14' - Man. Diagne 33' |

### Chung kết
| RFU                                                                   | 5–2      | Nhật Bản                   |
| --------------------------------------------------------------------- | -------- | -------------------------- |
| - Zemskov 4' - Krasheninnikov 13', 34' - Novikov 15' - Paporotnyi 19' | Chi tiết | - Akaguma 13', 17' (ph.đ.) |

## Giải thưởng
Sau trận chung kết, FIFA đã trao các giải thưởng cá nhân cho ba cầu thủ xuất sắc nhất giải đấu, ba cầu thủ ghi nhiều bàn thắng nhất và thủ môn xuất sắc nhất. Ngoài ra, một giải thưởng tập thể cũng được trao cho đội có số điểm kỷ luật cao nhất. Sau đó, cúp vô địch đã được trao cho đội tuyển bóng đá bãi biển Liên đoàn bóng đá Nga.

### Vô địch
| Giải vô địch bóng đá bãi biển thế giới 2021          |
| ---------------------------------------------------- |
| · RFU · Lần thứ 3 · Danh hiệu vô địch thế giới thứ 3 |

### Giải thưởng cá nhân
Các giải thưởng cá nhân đều được tài trợ bởi Adidas, ngoại trừ Giải phong cách FIFA. Quả bóng vàng, bạc và đồng được trao bởi nhóm nghiên cứu kỹ thuật của FIFA bao gồm các cựu cầu thủ như Claude Barrabe, Matteo Marrucci và Pascal Zuberbühler.
| Quả bóng vàng              | Quả bóng bạc                   | Quả bóng đồng                 |
| -------------------------- | ------------------------------ | ----------------------------- |
| Noël Ott                   | Artur Paporotnyi               | Raoul Mendy                   |
| Chiếc giày vàng            | Chiếc giày bạc                 | Chiếc giày đồng               |
| Glenn Hodel (12 bàn thắng) | Dejan Stankovic (10 bàn thắng) | Takuya Akaguma (10 bàn thắng) |
| Găng tay vàng              |                                |                               |
| Eliott Mounoud             |                                |                               |
| Giải phong cách FIFA       |                                |                               |
| Brasil                     |                                |                               |

## Thống kê

### Cầu thủ ghi bàn
Đã có 302 bàn thắng ghi được trong 32 trận đấu, trung bình 9.44 bàn thắng mỗi trận đấu.
12 bàn thắng
- Glenn Hodel

10 bàn thắng
- Takuya Akaguma
- Dejan Stankovic

8 bàn thắng
- Léo Martins

7 bàn thắng
- Figo
- Boris Nikonorov
- Raoul Mendy
- Philipp Borer

6 bàn thắng
- Ninou Diatta
- Chiky Ardil
- Heirauarii Salem
- Tamatoa Tetauira

5 bàn thắng
- Rodrigo
- Frank Velásquez
- Shusei Yamauchi
- Artur Paporotnyi
- Mandione Diagne
- Noël Ott
- Alessandro Canale

4 bàn thắng
- Zé Lucas
- Nelson Manuel
- Pedro Morán
- Aleksey Makarov
- Eduard Suárez
- Nicolas Perea
- Nicolas Bella
- Luis Quinta

3 bàn thắng
- Aleh Hapon
- Lucão
- Ruben Batres
- Takaaki Oba
- Masanori Okuyama
- Sixto Cantero
- Nestor Medina
- Yuri Krasheninnikov
- Mamour Diagne
- Pablo Perez
- Javier Torres
- Eliott Mounoud
- Dylan Paama
- Teaonui Tehau
- Teva Zaveroni

2 bàn thắng
- Anatoliy Ryabko
- Edson Hulk
- Mauricinho
- Exxon Perdomo
- Heber Ramos
- Elmer Robles
- Abdullah Al-Sauti
- Nooh Al-Zadjali
- Carlos Carballo
- Miciades Medina
- Von
- Maxim Chuzhkov
- Andrey Kotenev
- Andrei Novikov
- Anton Shkarin
- Fedor Zemskov
- Mamadou Sylla
- Riduan Dris Bouzian
- Antonio Mayor
- Tobias Steinemann
- Raimana Li Fung Kuee
- Heimanu Taiarui
- Hasan Alhammadi
- Ahmed Beshr
- Ali Mohammad
- Gabriel Silveira
- Alejandro Guerrero

1 bàn thắng
- Yahor Hardzetski
- Yauheni Novikau
- Yury Piatrouski
- Catarino
- Filipe
- Ozu Moreira
- Dez
- Yuran Malate
- Bachir Mussa
- Yahya Al-Araimi
- Salim Al-Oraimi
- Jalal Al-Sinani
- Valentin Benitez
- Yoao Rolon
- Elinton Andrade
- Fabio Costa
- André Lourenço
- Rodrigo Pinhal
- Stanislav Kosharnyi
- Ibrahima Balde
- Pape Mar Boye
- Babacar Fall
- Papa Ndour
- David Ardil
- Llorenç Gómez
- Benjamin Looser
- Patrick Ruettimann
- Sandro Spaccarotella
- Kevin Tchatat
- Gervais Chan-Kat
- Waleed Beshr
- Ahmad Malahi
- Matias Cabrera
- Gaston Laduche
- Andres Laens

1 bàn phản lưới nhà
- Ozu Moreira (trong trận gặp Nga)
- Takumi Uesato (trong trận gặp  Tahiti)
- Manuel Tivane (trong trận gặp  Tây Ban Nha)
- Luis Ojeda (trong trận gặp  Nhật Bản)
- Fabio Costa (trong trận gặp  Oman)
- Dylan Paama (trong trận gặp  Các Tiểu vương quốc Ả Rập Thống nhất)
- Nicolas Bella (trong trận gặp  Thụy Sĩ)

2 bàn phản lưới nhà
- Teaonui Tehau (trong trận gặp Mozambique và Nhật Bản)